# Sealed with a Kiss (Jason Donovan-dal)
A Sealed with a Kiss című dal Jason Donovan ausztráliai énekes 3. kimásolt kislemeze első Ten Good Reasons című stúdióalbumáról.  A dal egy feldolgozás, melyet Peter Udel és Gary Geld írtak a 60-as években, és több feldolgozást is megélt. Az eredeti változatot a The Four Voices 1960-ban vitte sikerre, majd feldolgozta még Bryan Hiyand, és 1971-ben Bobby Vinton is. A Donovan féle változat az angol kislemezlistán az 1. helyezett volt, és négy hétig maradt slágerlistás helyezés. A dal szintén slágerlistás volt Finnországban, és Írországban is.

## Megjelenések
7"  Egyesült Királyság PWL 39
- A	Sealed With A Kiss 2:30
- B	Just Call Me Up 3:12

## Slágerlista
| Slágerlista (1989–1990)                      | Legjobb helyezések |
| -------------------------------------------- | ------------------ |
| Ausztrália (ARIA)                            | 8                  |
| Ausztria (Ö3 Austria Top 40)                 | 5                  |
| Belgium (Ultratop 50 Flanders)               | 2                  |
| Finnország (Suomen virallinen lista)         | 1                  |
| Franciaország (SNEP)                         | 12                 |
| Németország (Official German Charts)         | 4                  |
| Írország (IRMA)                              | 1                  |
| Hollandia (Dutch Top 40)                     | 11                 |
| Új-Zéland (Recorded Music NZ)                | 13                 |
| Svédország (Sverigetopplistan)               | 8                  |
| Svájc (Schweizer Hitparade)                  | 7                  |
| Egyesült Királyság (Official Charts Company) | 1                  |

## Minősítések
| Ország             | Minősítések | Hivatalos eladások |
| ------------------ | ----------- | ------------------ |
| Egyesült Királyság | arany       | 295.300            |

## Feldolgozások
- Az amerikai R&B lánytrió The Toys saját változatát vette fel a dalnak 1968-ban, mely az amerikai R&B lista 43. helyéig jutott.